# Pequeña Miss Sunshine
Pequeña Miss Sunshine (en inglés: Little Miss Sunshine) es una comedia dramática estadounidense de 2006 con formato de road movie que se sitúa alrededor de un viaje a bordo de un Volkswagen Combi para asistir a un concurso de belleza de niñas, con el fin de mostrar los problemas de convivencia de una familia disfuncional.
Pequeña Miss Sunshine fue el debut como directores en equipo de Jonathan Dayton y Valerie Faris. El guion fue escrito por Michael Arndt. Sus protagonistas son Abigail Breslin, Toni Collette, Greg Kinnear, Steve Carell, Paul Dano y Alan Arkin, y fue producida por Big Beach Films con un presupuesto de ocho millones de dólares. El filme comenzó a rodarse el 6 de junio de 2005 y se culminó en tan solo treinta días teniendo como locaciones Arizona y el sur de California.
La película se estrenó en el Festival de Cine de Sundance el 20 de enero de 2006, posteriormente Fox Searchlight Pictures adquirió los derechos para su distribución, siendo uno de los contratos más grandes realizados en la historia del festival. El 26 de julio de 2006 se estrenó en pocas salas exclusivas en los Estados Unidos y el 18 de agosto se extendió a todo el resto.
Pequeña Miss Sunshine recibió una buena respuesta por parte de la crítica; tuvo una recaudación internacional de 100,3 millones de dólares. Fue nominada para cuatro Premios de la Academia de Hollywood, incluyendo la categoría de mejor película, y ganó dos: el Oscar al mejor actor de reparto para Alan Arkin y el Óscar al mejor guion original para Michael Arndt. También obtuvo el Premio Independiente Spirit Award por mejor largometraje; recibió muchos otros premios y nominaciones.

## Argumento

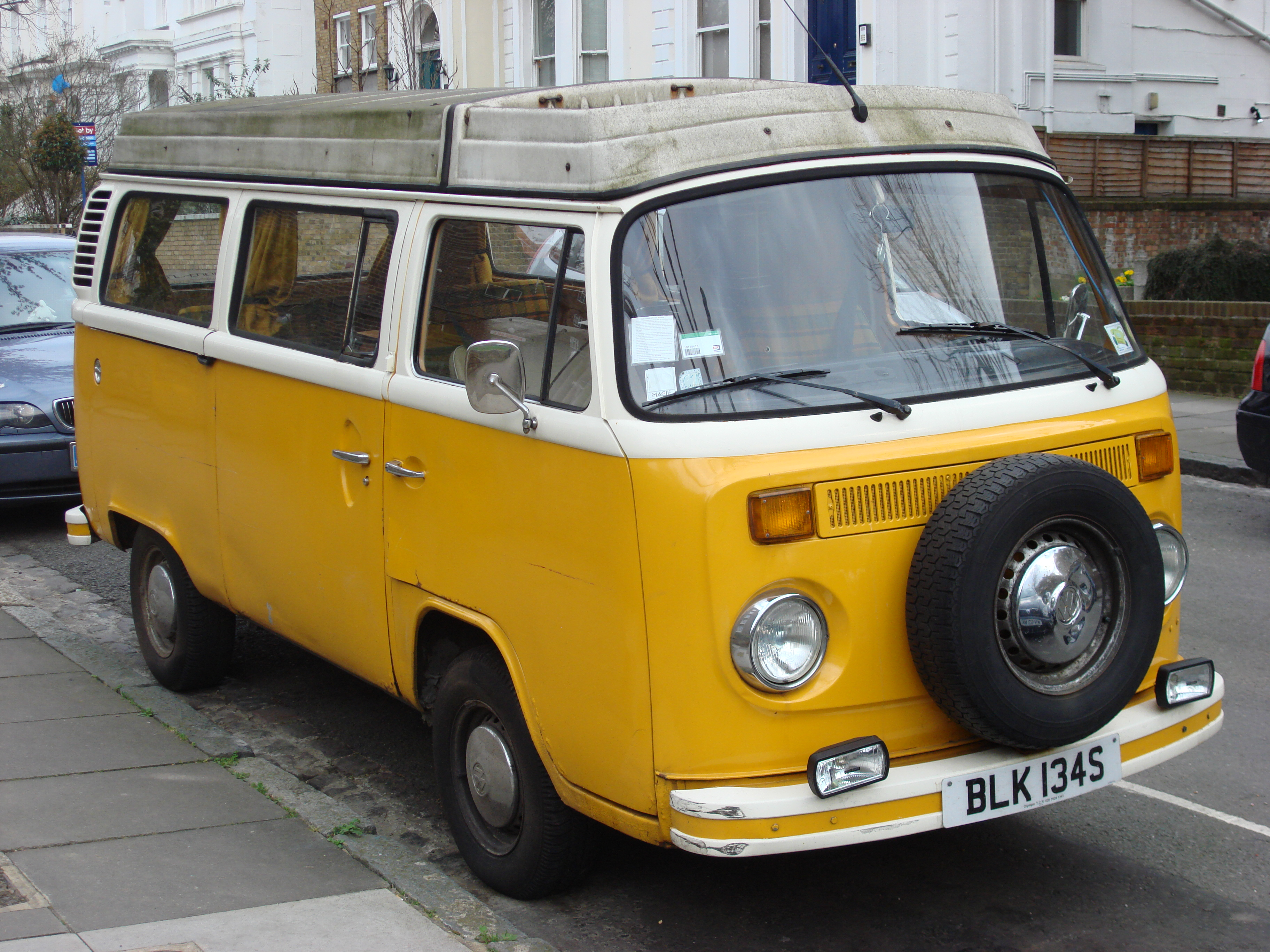
Una Volkswagen Combi, similar a la de la película.

Sheryl Hoover (Toni Collette) es una agotada madre de dos hijos, que vive en Albuquerque, Nuevo México. Su hermano Frank (Steve Carell) es un homosexual estudioso del escritor francés Marcel Proust que vive temporalmente en la casa con la familia luego de haber intentado suicidarse. Richard (Greg Kinnear), su esposo, trata de construir una carrera como motivador profesional. Dwayne (Paul Dano) es un adolescente conflictivo que ha jurado mantener silencio hasta cumplir su sueño de convertirse en piloto de pruebas. El padre de Richard, Edwin (Alan Arkin), un veterano de la Segunda Guerra Mundial recientemente expulsado de un asilo para ancianos por usar y vender heroína, también vive con la familia; tiene una relación muy estrecha con su nieta de siete años de edad, Olive (Abigail Breslin).
Olive es informada que se ha clasificado para el concurso de belleza «Little Miss Sunshine», el cual se llevaría a cabo en Redondo Beach, California, dentro de dos días. Sus padres y Edwin —quien la había estado entrenando— quieren apoyarla, pero ni Frank ni Dwayne pueden quedarse solos, por lo que se decide que la familia completa viajará. Dado que tienen poco dinero, se embarcan en un viaje por carretera de 1287 kilómetros en su Volkswagen Combi amarilla.
Las tensiones entre los miembros de la familia salen a la luz durante el viaje, mientras que la vieja camioneta va presentando cada vez más problemas mecánicos. A lo largo del viaje, la familia sufre numerosos percances y descubre que necesitan el apoyo los unos de los otros. Richard pierde un importante contrato que podría haber alentado su negocio de motivador; Frank se encuentra con un exnovio quien, al haberlo dejado por su rival profesional, había precipitado su intento de suicidio; Edwin muere inesperadamente tras una aparente sobredosis de heroína. La familia decide poner fin al viaje debido a su muerte y a las imposibilidades impuestas por el hospital de abandonar el cuerpo aunque sea de forma momentánea pero Richard los convence de continuar ya que su padre había apoyado mucho a Olive para el concurso. Para ello la familia se lleva ilegalmente su cuerpo del hospital y planean llamar a una funeraria llegando y llevar a cabo el funeral después del concurso. Todos reanudan el viaje y en medio del camino el sonido de claxon de la camioneta se descompone lo que causa que un policía los detenga y les ordene que abran la cajuela donde llevan el cuerpo, Richard la abre mientras la familia se pone en gran nerviosismo por estar a punto de ser sorprendidos pero el policía no se percata en lo absoluto gracias a unas revistas pornográficas que Edwin mandó a comprar a Frank en el camino y que distraen completamente su atención. Durante el transcurso del viaje, Dwayne descubre que es daltónico, y Frank le dice que jamás podría pilotar un avión con este problema, por lo que el adolescente rompe su silencio, muestra su ira y desprecio hacia su familia y se niega a continuar. Huye llorando de la camioneta, pero logra calmarse después de que Olive lo abraza. Finalmente regresa al viaje.
Finalmente, después de una carrera frenética contrarreloj la familia llega y Olive es rechazada para el concurso por llegar al hotel donde se realizaría la ceremonia cuatro minutos tarde pero Richard después de rogar bastante los convence y la admiten. Mientras se prepara, la familia observa a las niñas contra las que competiría: preadolescentes con cabellos estilizados, maquilladas, vestidas con trajes de baño para adultos y con glamorosos vestidos de noche, listas para realizar bailes, musicales y rutinas de gimnasia sumamente elaboradas. Rápidamente se dan cuenta de que Olive —una niña con las características de su edad, que no reproduce los modos hegemónicos de "belleza" del mundo adulto, y lejos de las convenciones de los concursos de belleza— no es competencia alguna. 
Cuando falta poco para que llegue el turno de Olive, Richard y Dwayne reconocen que es evidente que la niña sería humillada y para prevenir que hieran sus sentimientos, corren a los vestidores y le hablan a Sheryl que es mejor que no actúe, sin embargo, su madre insiste en que «la dejen ser Olive», y habla con ella diciendo que decida o no hacer su baile estarán orgullosos de ella pero la niña decide salir al escenario a llevar a cabo la feliz rutina de baile que el abuelo había preparado en secreto para ella. Antes de empezar dedica la rutina a su abuelo frente a todo el público y la lleva a cabo: una actuación burlesque de Super Freak, de Rick James, sin darse cuenta, inocentemente, de la reacción escandalizada y horrorizada de la audiencia y de los jueces del concurso. Los organizadores, furiosos, les ordenan a Richard que saque a Olive del escenario. En lugar de hacerlo la apoya y toda la familia sube con la niña al escenario y bailan con ella. 
En la siguiente escena, la familia se encuentra detenida fuera de la oficina de la seguridad del hotel, donde un oficial de policía los libera con la condición de que Olive jamás volviese a participar en un concurso de belleza en el estado de California. Richard le dice a su hija que su abuelo estaría muy orgulloso de ella, y la familia sube felizmente a la vieja y deteriorada camioneta para regresar a su hogar en Albuquerque.

## Reparto
- Greg Kinnear - Richard Hoover.
- Toni Collette - Sheryl Ginsberg Hoover.
- Steve Carell - Frank Ginsberg.
- Abigail Breslin - Olive Hoover.
- Paul Dano - Dwayne Hoover.
- Alan Arkin - Abuelo Edwin Hoover.
- Bryan Cranston - Stan Grossman.
- Dean Norris - Oficial de policía.
- Beth Grant - Oficial del desfile, Jenkins.
- Mary Lynn Rajskub - Asistente del desfile, Pam.
- Matt Winston

## Producción

### Audiciones
Cuando la producción estaba en la etapa de selección del elenco, los directores Jonathan Dayton y Valerie Faris fueron asistidos por los directores de elenco Kim Davis y Justine Baddely, quienes ya habían trabajado con ellos en varios videos musicales. Desde el principio, pensaron en Greg Kinnear para que personificase a Richard Hoover. Sin embargo, para el papel de Sheryl Hoover, consideraron a varias actrices antes de decidirse por la australiana Toni Collette. Davis y Baddely viajaron a "todos los países de habla inglesa" en búsqueda de la actriz que interpretase a Olive Hoover, y finalmente eligieron a Abigail Breslin mediante una audición, cuando la niña tenía seis años de edad. Paul Dano fue elegido para interpretar a Dwayne dos años antes de que comenzase la producción y como preparación para su tarea, el joven pasó unos días completamente en silencio. Alan Arkin, quien interpretó a Edwin Hoover, fue considerado al principio demasiado joven para el papel.
El papel de Frank, el estudioso de Proust suicida, fue escrito originalmente para Bill Murray, y también se intentó que lo obtuviese Robin Williams. Los directores escogieron a Steve Carell para el papel pocos meses antes del comienzo de la filmación, y en una entrevista, revelaron: "Cuando conocimos a Steve Carell, no sabíamos si podría hacer esto basándonos en lo que ya había hecho. Pero cuando lo conocimos y le hablamos sobre el personaje, el estilo de la película y la forma en que estábamos aproximándonos a ello, estaba exactamente en la misma página que nosotros". Aunque los espectadores de Comedy Central lo identificaron durante muchos años como personaje del programa satírico de noticias The Daily Show with Jon Stewart, en la época en que Carell fue elegido para Little Miss Sunshine, era relativamente desconocido en Hollywood. A los productores de la película les preocupaba que no fuese una estrella de primera línea y que no tuviese demasiada experiencia como actor. Sin embargo, en el intervalo entre la época en que se filmó la película y su estreno un año más tarde, Carell obtuvo muchísima fama por haber protagonizado la taquillera The 40-Year-Old Virgin y por su personificación del personaje principal de la serie televisiva The Office, de NBC.

### Guion y desarrollo

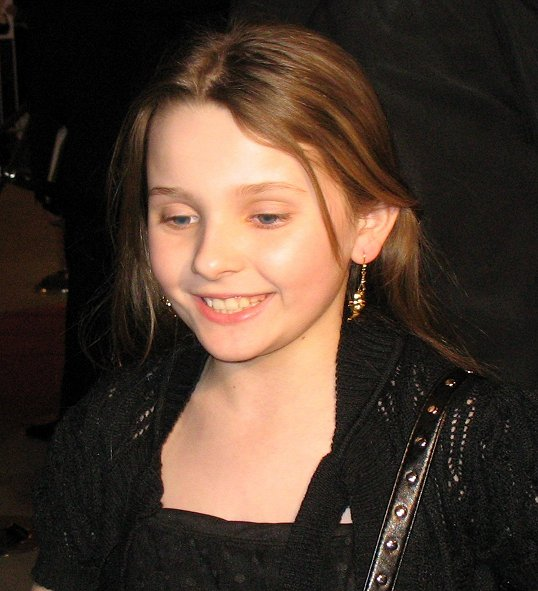
Abigail Breslin, quien interpreta a Olive, en 2007.

El guion fue escrito por Michael Arndt y originalmente trataba sobre un viaje por la Costa Este de los Estados Unidos desde Maryland hasta Florida, pero fue cambiado a un viaje desde Nuevo México hasta California debido a problemas con el presupuesto. Arndt comenzó la escritura del guion el 23 de mayo de 2000 y completó el primer esbozo el 26. Su idea original había sido la de filmar él mismo la película con la ayuda de varios miles de dólares y con una videocámara de mano. En vez de realizar su plan, le entregó el guion a los productores Ron Yerxa y Albert Berger, quienes formaron un equipo con Deep River Productions para encontrar un director potencial.
Los productores conocieron a los directores Dayton y Faris durante la producción de Election, de 1999, y les dieron el guion para que lo leyeran en 2001. Más tarde, los directores comentarían sobre el guion: "Esta película verdaderamente nos atrajo. Sentimos que había sido escrita para nosotros". Marc Turtletaub, uno de los productores de la película, le compró el guion al guionista debutante Arndt por 250.000 dólares el 21 de diciembre de 2001. Yerxa y Berger permanecieron como productores y fueron los encargados de la búsqueda de directores y de cinematógrafos, de la re-filmación del final, y de conseguir que la película llegase al Festival de Cine de Sundance.
Se le ofreció la película a varios estudios, pero los únicos interesados fueron los ejecutivos de Focus Features, quienes querían filmarla en Canadá. Cuando los ejecutivos del estudio intentaron que la película se centrase más en el personaje de Richard Hoover, Arndt estuvo en desacuerdo, por lo que fue despedido y reemplazado por otro guionista. El nuevo guionista añadió varias escenas, incluyendo el enfrentamiento de Richard con el personaje que desmerece su negocio de técnicas de motivación. Un cambio corporativo trajo consigo un nuevo jefe en el estudio y Arndt fue recontratado cuando el nuevo guionista se fue, después de cuatro semanas, durante las cuales había reescrito el guion. Después de dos años de preproducción, Focus Features descartó la película en agosto de 2004. Marc Turtletaub le pagó 400.000 dólares al estudio para comprar de nuevo los derechos y por los gastos del desarrollo. También pagó los ocho millones del presupuesto, para permitir que Little Miss Sunshine pudiese ser filmada.

### Filmación
La filmación comenzó el 6 de junio de 2005. En total se llevó a cabo durante más de treinta días, en Arizona y en el sur de California; las escenas se filmaron respetando el orden cronológico del guion. Arndt reescribió el final seis semanas antes de que la película se diera a conocer en el Festival de Cine de Sundance y éste fue filmado en diciembre de 2005. La posproducción finalizó cuatro días antes de su proyección en nueve pantallas del festival, donde tuvo su estreno absoluto. La película fue dedicada a Rebecca Annitto, la sobrina del productor Peter Saraf y extra en las escenas ambientadas en el restaurante y en la tienda, que falleció en un accidente automovilístico el 14 de septiembre de 2005.

#### Volkswagen Combi
Cuando estaba escribiendo el guion, Arndt eligió el Volkswagen Combi para el viaje por la carretera basándose en su experiencia con el vehículo y en su uso práctico para la filmación: "Recuerdo que pensé 'es un viaje por carretera, ¿qué vehículo les pondrás?' Y la VW Combi parece lógica, porque tiene esos techos altos y esos retrovisores claros donde se puede poner la cámara. En el parabrisas delantero mirando para atrás y viendo a todos." Se utilizaron cinco VW Combi para el coche familiar y algunos fueron modificados para adaptarlos a diferentes técnicas de filmación. Tres de las camionetas tenían motores, y las dos sin motores fueron montadas en remolques. Durante la preproducción, el cinematógrafo utilizó una cámara de video básica y la colocó en distintos ángulos dentro del vehículo, para determinar así cuáles eran las mejores posiciones para filmar más adelante. Varios de los problemas relacionados con la camioneta que fueron incluidos en el argumento (el embrague roto, la bocina atorada y la puerta salida de sus goznes), están basados en problemas similares que experimentó el guionista Arndt durante un viaje cuando era niño en el mismo tipo de vehículo.
Durante la filmación de las escenas en las que la familia empuja la camioneta para hacerla arrancar, se utilizó un coordinador que asegurase la seguridad de los actores. En una entrevista, el actor Greg Kinnear describió en tono bromista cómo se habían rodado las escenas en las que él conduce: "Iba como a ochenta kilómetros por hora en esta camioneta VW del '71 que no tiene airbags laterales. Básicamente, tenías que esperar que el enorme camión de la cámara pasara zumbando al frente nuestro con la cámara. 'Está bien, ¡vamos!' Quiero decir, era demente; es la película más peligrosa que he hecho jamás". Mientras se filmaban las escenas en la camioneta, los actores pasaban a veces tres o cuatro horas por día dentro del vehículo. En las escenas en que el personaje de Alan Arkin decía demasiadas obscenidades, Abigail debía tener puestos sus auriculares para no oír el diálogo, al igual que su personaje. No descubrió lo que decían hasta que vio la película. El 25 de julio de 2006 Fox Searchlight Pictures invitó a propietarios de vehículos Volkswagen Combi a una exhibición en el cine Vineland Drive-In de Industry, California. Más de sesenta de las camionetas estuvieron presentes en la exhibición.

### Concurso
Antes de escribir el guion, Arndt había leído en un periódico que el actor y gobernador de California Arnold Schwarzenegger, en un discurso a un grupo de niños de escuela, les dijo: «Si hay algo en este mundo que me da asco, son los perdedores. Los desprecio profundamente». Como resultado, Arndt desarrolló el guion satirizando esa actitud:
«Me di cuenta de que hay algo tan equivocado en esa actitud [...] quise atacar la idea de que en la vida hay unos que suben y otros que bajan. Me pareció que un concurso de belleza para niñas es el epítome de la competición absurda más estúpida que se le puede hacer experimentar a alguien». El codirector Jonathan Dayton también realizó comentarios sobre la importancia del concurso en la película: "Más allá de la importancia del concurso, era muy importante para nosotros que la película no fuese sobre concursos. Se trata sobre el hecho de estar fuera de lugar, se trata de no saber dónde vas a terminar..."
Todas las niñas que actuaron como participantes del concurso de belleza, excepto Abigail Breslin, eran veteranas de verdaderos concursos de belleza. Se veían igual y realizaron los mismos actos que habían hecho en sus verdaderos concursos. Para prepararse para la filmación, los directores asistieron a varios concursos en el sur de California y se encontraron con un coordinador para aprender más sobre el proceso. La madre de una de las concursantes de la película reveló que en ésta se exageraron las prácticas que deben hacer las participantes: "La mayoría de los concursos no son así, las niñas no se depilan las piernas, ni se les aplica bronceado artificial, ni se las maquillan tanto."
Cuando Focus Features propuso filmar en Canadá, los directores se opusieron, ya que creyeron que el coste de los pasajes aéreos para todas las niñas del concurso y sus familias sería excesivo. Las concursantes y sus familias, en vez de volar, pasaron dos semanas filmando en un hotel en Ventura, California y la mayor parte de su ropa y accesorios fueron cedidos por los padres de las niñas. Para darle al personaje de Breslin la figura "rellenita" que se muestra en la película, la niña tuvo que usar un traje acolchonado durante la filmación. Para la escena final de Olive, en la que realiza su rutina de baile, Breslin pasó dos semanas preparándose con un coreógrafo.

## Lanzamiento

### Festival de Cine de Sundance
Una vez que la película se estrenó en el Festival de Cine de Sundance el 20 de enero de 2006, varios estudios intentaron adquirirla, y el ganador fue Fox Searchlight Pictures, por 10,5 millones de dólares más el 10% de todas las ganancias que se obtuviesen. El acuerdo se llevó a cabo menos de un día después de la exhibición de la película y fue uno de los contratos más grandes que se hicieron en la historia del festival. En el festival del año anterior, la película Hustle & Flow recibió nueve millones de dólares por Paramount Classics y en 1999, Happy, Texas recibió diez millones por parte de Miramax Films.

### Taquilla
Little Miss Sunshine se estrenó en solo siete cines de los Estados Unidos durante su primera semana, y recaudó 498.796 dólares. El 29 de julio de 2006, el primer sábado posterior a su limitado lanzamiento inicial, la película recaudó un promedio de 20.335 dólares por cine. Tuvo el máximo promedio de recaudación por cine de todas las películas exhibidas en los Estados Unidos todos los días, durante los primeros veintiún días desde su estreno, hasta que fue sobrepasada por Deep Sea 3D, de IMAX el 15 de agosto. En la tercera semana desde su estreno Little Miss Sunshine entró en la lista de las diez películas más taquilleras en los Estados Unidos de la semana. Permaneció en la lista hasta su undécima semana de exhibición, cuando cayó al undécimo lugar. La máxima posición que alcanzó fue la tercera, durante su quinta semana. El mayor número de cines en que se exhibió fue 1602. A nivel internacional, la película recaudó más de cinco millones en Australia, tres millones en Alemania, cuatro millones en España, seis millones entre el Reino Unido, Irlanda y Malta, poco menos de doscientos mil en Argentina y más de cuatrocientos mil en México. Finalmente, Little Miss Sunshine tuvo una recaudación total de $59.891.098 en EE. UU. y $40.632.083 en el resto del mundo, con un final total de $100.523.181.

### Recepción de la crítica
La película recibió críticas positivas por parte de casi todos los críticos. El sitio web especializado Rotten Tomatoes reportó que el 91% de los críticos le dio un puntaje positivo, basándose en 202 críticas, con un promedio final de 7,7/10. En el sitio web MetaCritic, el cual usa un sistema de calificación estándar, la película obtuvo una puntuación favorable de 80/100 basada en 36 críticas.
Michael Medved le dio cuatro estrellas (de cuatro) a Little Miss Sunshine y dijo: "... esta asombrosa e irresistible comedia oscura es una de las mejores películas del año" y que los directores Jonathan Dayton y Valerie Faris, la película en sí misma y los actores Alan Arkin, Abigail Breslin y Steve Carell merecían nominaciones a los Premios Óscar. Joel Siegel le dio una "A", y declaró que "Orson Welles debería volver a la vida para que esta película no ingresara en mi lista del Top 10 de las mejores del año". Stella Papamichael de BBC News describió la película como "una mezcla ganadora de complejidad y tonterías". Claudia Puig de USA Today realizó comentarios sobre la interpretación de Olive Hoover por parte de Breslin: "Si Olive hubiese sido interpretada por cualquier otra niña, no nos hubiese afectado tan poderosamente como lo hizo".
Owen Gleiberman de Entertainment Weekly le dio a la película una calificación "C", y describió a los personajes como "catálogos andantes y parlantes de la ficha técnica del guionista". Jim Ridley de The Village Voice dijo que la película fue "un vehículo desvencijado que la mayor parte del tiempo va cuesta abajo" y un "cacharro de Sundance". Liam Lacey de Globe and Mail criticó la película y declaró: "Aunque Little Miss Sunshine es consistentemente artificial en el tratamiento de la 'tierna' miseria de sus personajes, el desenlace, que es genuinamente extravagante e inspirador, casi la hace valer la pena." Anna Nimouse de National Review escribió que "la película ha sido elogiada como una pieza que 'te deja sintiéndote bien', tal vez por los cinéfilos a quienes les gusta ser torturados con bambú debajo de las uñas. Si eres miserable, entonces Little Miss Sunshine es la película para ti".
Jim Emerson, editor de RogerEbert.com, se centró en las temáticas de la película y escribió: "Little Miss Sunshine nos muestra un mundo en el cual hay una forma, un folleto publicitario, un procedimiento, un puesto de trabajo, una dieta, un programa de paso a paso, una carrera profesional, un premio, una comunidad de retirados, para cuantificar, clasificar, categorizar y procesar todas las emociones o deseos humanos. No existe algo que no pueda dividirse en secciones o convertido en un mantra de automejoramiento sobre 'ganadores y perdedores'". Brian Tallerico de UGO.com también se focalizó en las temáticas de la película: "Little Miss Sunshine nos enseña a aceptar esa falacia, mostrando que la vida puede ser solo un concurso de belleza, donde casi siempre vamos a ser vencidos por alguien más lindo, inteligente o simplemente más afortunado, pero que si nos subimos al escenario y somos nosotros mismos, todo saldrá bien".

### DVD
El 19 de diciembre de 2006 se lanzó la versión en DVD de la película. Incluye un formato de pantalla ancha o pantalla completa de dos discos, dos pistas de comentarios, cuatro finales alternativos y un video musical de DeVotchKa. En su primera semana a la venta, los ingresos totales sumaron 19.614.299 dólares y fue el sexto DVD más vendido de la semana. El 16 de septiembre de 2008 las ventas de DVD sumaban $55.516.832. Los alquileres de la película desde su lanzamiento hasta el 15 de abril de 2007 recaudaron un total de $46,32 millones. El 10 de febrero de 2009, fue lanzada a la venta la versión en Blu-ray.

## Premios y nominaciones
Little Miss Sunshine fue nominada y ganó varios premios de numerosas organizaciones de cine y espectáculos. Fue nominada a cuatro Premios Óscar y ganó dos: Michael Arndt recibió el "Óscar al mejor guion original" y Alan Arkin el "Óscar al mejor actor de reparto". Además, en los Premios AFI fue premiada como la "Película del Año", mientras que en los premios BAFTA obtuvo dos premios de seis nominaciones, como "Mejor guion" para Arndt y "Mejor actor de reparto" para Arkin. Los premios Broadcast Film Critics Association, Screen Actors Guild (SAG), y los Washington D. C. Area Film Critics nominaron al elenco protagonista en varias categorías. Abigail Breslin, de diez años de edad, estuvo nominada para varios premios como mejor actriz de reparto y como actuación destacada.
En el Festival de Cine de Deauville se premió a la película con el "Gran Premio Especial", mientras que en el Festival Internacional de Cine de Palm Springs obtuvo el "Premio Vanguardista del Presidente". En la ceremonia de entrega de los Premios Independent Spirit ganó cuatro premios de cinco nominaciones, incluyendo "Mejor película" y "Mejor director". La banda sonora de la película fue nominada a "Mejor álbum compilado de banda sonora de película, televisión u otros medios visuales" en los premios Grammy, pero perdió contra Walk The Line. La película tuvo también múltiples nominaciones a los MTV Movie Awards, a los premios Satellite, a los premios Chicago Film Critics Association, y a los premios Globo de Oro, entre otros.

### Premios Oscar 2007
| Categoría               | Persona                                          | Resultado |
| ----------------------- | ------------------------------------------------ | --------- |
| Mejor actriz de reparto | Abigail Breslin                                  | Nominado  |
| Mejor actor de reparto  | Alan Arkin                                       | Ganador   |
| Mejor guion original    | Michael Arndt                                    | Ganador   |
| Mejor película          | David T. Friendly, Peter Saraf y Marc Turtletaub | Nominado  |

### Premios AFI
| Categoría        | Resultado |
| ---------------- | --------- |
| Película del Año | Ganador   |

### Premios BAFTA 2006
| Categoría               | Persona                         | Resultado |
| ----------------------- | ------------------------------- | --------- |
| La mejor película       |                                 | Nominado  |
| Mejor actor de reparto  | Alan Arkin                      | Ganador   |
| Mejor actriz de reparto | Abigail Breslin                 | Nominado  |
| Mejor actriz de reparto | Toni Collette                   | Nominado  |
| Mejor guion original    | Michael Arndt                   | Ganador   |
| Mejor director          | Jonathan Dayton y Valerie Faris | Nominado  |

### Festival de Cine de Deauville
| Categoría            | Resultado |
| -------------------- | --------- |
| Gran premio especial | Ganador   |

### Sindicato de actores
| Categoría               | Persona         | Resultado |
| ----------------------- | --------------- | --------- |
| Mejor reparto           | Paul Dano       | Ganador   |
| Mejor actor de reparto  | Alan Arkin      | Nominado  |
| Mejor actriz de reparto | Abigail Breslin | Nominado  |

### Festival Internacional de Cine de Palm Springs
| Categoría                   | Resultado |
| --------------------------- | --------- |
| Vanguardista del Presidente | Ganador   |

### Globos de Oro 2006
| Categoría                          | Persona       | Resultado |
| ---------------------------------- | ------------- | --------- |
| Mejor película - Comedia o musical |               | Nominado  |
| Mejor actriz - Comedia o musical   | Toni Collette | Nominado  |

### Festival de Tokio
| Categoría      | Persona                         | Resultado |
| -------------- | ------------------------------- | --------- |
| Mejor director | Jonathan Dayton y Valerie Faris | Ganador   |
| Mejor actriz   | Abigail Breslin                 | Ganador   |

### Premios Independent Spirit
| Categoría                  | Persona                         | Resultado |
| -------------------------- | ------------------------------- | --------- |
| Mejor Película             |                                 | Ganador   |
| Mejor actor de reparto     | Alan Arkin                      | Ganador   |
| Mejor actor de reparto     | Paul Dano                       | Nominado  |
| Mejor director             | Jonathan Dayton y Valerie Faris | Ganador   |
| Mejor guion de ópera prima | Michael Arndt                   | Ganador   |

### Premios César 2007
| Categoría                 | Resultado |
| ------------------------- | --------- |
| Mejor película extranjera | Ganadora  |

### Controversia en los Premios Óscar por los productores
Se generó cierta controversia relacionada con el hecho de cuántos productores debían recibir un premio de la Academia de Artes y Ciencias Cinematográficas por su trabajo en la película. En 1999, la Academia decidió que se podía incluir un máximo de tres productores para incluirse en un premio cinematográfico. La regla fue implementada para impedir que subieran al escenario muchos productores cuando su película estaba siendo premiada. El Producers Guild of America (PGA, Sindicato de Productores de los Estados Unidos) no ha establecido un límite de productores que pueden ser premiados por una película. En el caso de Little Miss Sunshine, trabajaron cinco productores (Marc Turtletaub, Peter Saraf, Albert Berger, Ron Yerxa y David Friendly) pero la Academia no quería incluir a Berger ni a Yerxa. Ambos eran responsables por haber encontrado el libreto, por haberles presentado a los directores a los demás productores, por la elección del cinematógrafo, por el trabajo como asistentes en la re-filmación del final y por la colaboración en el proyecto de llevar a la película al Festival de Cine de Sundance. La Academia reconoció que los dos fueron compañeros en el proceso de producción, pero declaró que solo productores individuales pueden ser reconocidos por la Academia. Ya que se consideró al trabajo de ambos como un esfuerzo colectivo, la organización se negó a considerar a Berger o a Yerxa para el premio. El productor David Hoberman realizó comentarios sobre el apoyo para que se premiase a los cinco productores: "Si hay cinco personas encargadas de producir una película, no hay razón para que alguien que ha hecho una película lo suficientemente buena como para que sea nominada a los Óscar sea excluido de la posibilidad de ganar un premio por su trabajo". Lynda Obst, quien era afiliada del comité de productores de los Premios Óscar, declaró también: "Por lo general, cinco personas no hacen una película. Si esta es la excepción, es una situación triste. Pero no se debe destruir una regla por una excepción".
En la entrega de los premios, los productores Marc Turtletaub, Peter Saraf y David Friendly pudieron subir al escenario para aceptar el premio al mejor guion original, mientras que el PGA ya había premiado a los cinco productores. Albert Berger, ante la decisión de la Academia, dijo "No importa lo que decidió la Academia, nosotros produjimos esta película". En junio de 2007, la Academia anunció que aceptarían excepciones en el caso de las películas que tengan más de tres productores en el futuro. Declararon "El comité tiene el derecho, en lo que se determine que es una circunstancia rara y extraordinaria, de nombrar a cualquier productor adicional calificado como nominado".

## Música

### Música cinematográfica
La música para Little Miss Sunshine fue compuesta por la banda DeVotchKa de Denver, Colorado y por el compositor Mychael Danna. Interpretada por DeVotchKa, gran parte de la música fue adaptada de canciones suyas ya existentes, tales como "How It Ends", la cual se convirtió en "The Winner Is", "The Enemy Guns" y "You Love Me" del álbum How It Ends, y "La Llorona" de Una Volta.
Los directores Dayton y Faris conocieron la música de DeVotchKa cuando escucharon la canción "You Love Me" en la estación de radio KCRW, de Los Ángeles. Los directores quedaron tan impresionados por la música que compraron iPods para los miembros del elenco, cargados con la música de los álbumes de la banda. Contrataron a Mychael Danna para que colaborase en el arreglo del material ya existente y para que trabajase en conjunto con DeVotchKa para la creación de nuevo material para la película. La música Little Miss Sunshine no podía ser sometida a la consideración de la Academia de Hollywood debido al porcentaje de material derivado de canciones de DeVotchKa ya escritas. La canción "Til the End of Time", de DeVotchKa, recibió una nominación a los premios Satellite como "Mejor canción original". Tanto DeVotchKa como Danna recibieron nominaciones a los premios Grammy por su trabajo relacionado con la banda sonora.

### Banda sonora
La banda sonora alcanzó el puesto número 42 en el listado "Mejores álbumes independientes" y el 24 en el de "Mejores bandas sonoras", ambos rankings estadounidenses, en el año 2006. Contiene dos canciones de Sufjan Stevens ("No Man's Land" y "Chicago"), y canciones de Tony Tisdale ("Catwalkin'") y Rick James ("Super Freak"). Durante las escenas en el concurso, sobre el final de la película se incluyeron dos canciones adicionales, compuestas por Gordon Pogoda: "Let It Go" y "You've Got Me Dancing", esta última compuesta en conjunto con Barry Upton. "Super Freak", la canción que Olive baila en la competencia de belleza, se introdujo durante la posproducción tras una sugerencia del supervisor musical. En el guion de Arndt, la canción elegida para dicha escena había sido "Peach" de Prince; durante la filmación, original, se usó "Gimme All Your Lovin'" de ZZ Top.

### Lista de canciones
1. Sufjan Stevens: Chicago (Sufjan Stevens).
2. Matt Winston: America The Beautiful (tradicional).
3. Francisco Javier González y José Zúñiga: Tu Abandono (Xocoyotzin Herrera).
4. John Ehrlich: Information Highway (John Ehrlich).
5. DeVotchka: Enemy Guns (DeVotchka).
6. Casandra Ashe: Give My Regards To Broadway (George M. Cohan).
7. Conway Twitty: Fifteen Years Ago (Raymond A. Smith).
8. Inspiration: You've Got Me Dancing (Gordon Pogoda y Barry Upton).
9. DeVotchka: La llorona (tradicional).
10. Lindsey Jordan: Rodeo Queen (Darvin Jordan).
11. David Sparkman: Martini Lounge (David Sparkman, Scott Nickoley y Jamie Dunlap).
12. Pulse: Give It Up (Marc Dold y Judith Martin).
13. John Ehrlich: Change The World (John Ehrlich).
14. Julie Griffin: Let It Go (Gordon Pogoda).
15. Rick James: Super Freak (Rick James y Alonzo Miller).
16. DeVotchka: Til The End Of Time (Nick Urata y DeVotchka).
17. Sufjan Stevens: No Man's Land (Sufjan Stevens).